# Prieto Diaz
Prieto Diaz ist eine philippinische Stadtgemeinde in der Provinz Sorsogon. Sie hat 22.442 Einwohner (Zensus 1. August 2015). Die Gemeinde liegt am Übergang der Philippinensee in den Golf von Albay. Im Februar 2012 wurde bekanntgegeben, dass auf dem Gebiet der Gemeinde ein Windpark mit einer Leistung von 420 MW entstehen soll.

## Baranggays
Prieto Diaz ist politisch in 23 Baranggays unterteilt.
| - Brillante (Pob.) - Bulawan - Calao - Carayat - Diamante - Gogon - Lupi - Manlabong - Maningcay De Oro - Perlas - Quidolog - Rizal | - San Antonio - San Fernando - San Isidro - San Juan - San Rafael - San Ramon - Santa Lourdes - Santo Domingo - Talisayan - Tupaz - Ulag |